# 昭仁殿
昭仁殿（穆麟德轉寫：joo žin diyan），是位于北京故宫乾清宫东侧的小殿。

## 历史
昭仁殿始建于明朝，原名弘德殿，萬曆十四年（1586年）改名「昭仁殿」，是乾清宫东侧的小殿。明朝崇祯十七年（1644年），李自成攻进北京，崇祯帝出紫禁城到景山自缢之前，在昭仁殿砍杀其女昭仁公主。
清朝时，昭仁殿成为皇帝读书之所。殿后西室有“慎俭德”匾，再往西有“五经萃室”匾。乾隆九年（1744年），乾隆帝下诏自宫中各处藏书内选出善本呈览，在昭仁殿内列架收藏，并且御题“天禄琳琅”匾悬挂在昭仁殿内。乾隆四十年（1775年），乾隆帝又命大臣重新整理，剔去赝刻，编为《天禄琳琅书目前编》十卷，记载每部藏书的刊刻年代、收藏、流传、鉴别等方面情况。当时，昭仁殿内共收藏有宋版、金版、元版、明版藏书429部。乾隆四十八年（1783年），乾隆帝认为南宋岳珂校刻的《诗》、《书》、《礼记》、《易》、《春秋》五经很重要，乃命诸臣在昭仁殿后室特别辟出一小室，赐名“五经萃室”并御题匾额，悬挂在室内，又设围屏，围屏上刻有“五经萃室记”，两侧有对联：“有秋历览登三辅，旰食惟期协九经”。后来，嘉庆帝也常到该室阅览，并且作有《五经萃室观书诗》。嘉庆二年（1797年）十月，乾清宫失火，延烧到昭仁殿，将《天禄琳琅》藏书焚毁。同月，嘉庆帝命重辑《天禄琳琅续编》，于嘉庆三年（1798年）完成。嘉庆三年（1798年）重建昭仁殿，收藏《天禄琳琅续编》图书659部，12258册。“五经萃室”也被恢复，藏有《相台五经》。昭仁殿藏书中，宋版本、金版本采用锦函，元版本采用青绢函，明版本采用褐色绢函，分架排列整齐，皇帝可随时阅览。

## 建筑
昭仁殿坐北朝南，单檐歇山顶，上覆黄琉璃瓦。面阔三间，正中明间辟有门，两次间安有槛窗。殿前接有抱厦三间。明朝时，殿前有斜廊通往乾清宫及东庑，清朝改斜廊为砖墙，从而自成一院落，昭仁殿位于院落北部，院落南墙上西侧有随墙门一道。乾清宫东穿堂的东山墙上靠南也有一道小门与该院落相通。昭仁殿后接室三间，都是藏书之处。昭仁殿以东设有龙光门，明朝时已有，是正宫通往东路的安全出口。龙光门的形制与弘德殿西侧的凤彩门相同。